# Ferroviário Nacala
Clube Ferroviário de Nacala Velha, besser bekannt als Ferroviário Nacala, ist ein mosambikanischer Fußballverein mit Sitz im Dorf Nacala-a-Velha, nähe der Stadt Nacala, in der Provinz Nampula. Nach dem Abstieg aus der Moçambola 2023 spielt der Verein derzeit in der zweitklassigen Segunda Divisão.

## Geschichte
Der Clube Ferroviário de Nacala Velha wurde am 13. Oktober 1924 gegründet und wie viele andere große mosambikanische Ferroviário-Clubs als Betriebssportmannschaft der CFM, der staatlichen Eisenbahngesellschaft Mosambiks, ins Leben gerufen und finanziell unterstützt. Der Spitzname des Vereins lautet deshalb Locomotivas do Maiaia.
Nacala spielte 1992 erstmals in der Moçambola und gewann 2015 im Finale gegen Costa do Sol die Taça da Liga, den mosambikanischen Ligapokal. 2017 erreichte der Verein den dritten Tabellenplatz, die historisch beste Platzierung in der Geschichte des Teams. In der Saison 2023 stieg der Verein in die zweitklassige Segunda Divisão ab.

## Stadion
Die Heimspielstätte des Vereins ist das Estádio da Bela Vista mit einer Kapazität von 5000 Zuschauern.

## Erfolge
- Mosambikanischer Ligapokal: 2015
- Mosambikanische Zweitligameisterschaft: 2008, 2012, 2014[5]

## Bekannte Spieler
- Chelito Omar: 2013–2017
- Odimba Otshudi Lamá: 2017–2018